# 善光公主
善光公主，釋迦牟尼佛駐世時，波斯匿王的女兒，因為她在過去生虔誠供養佛陀的關係，讓她獲得巨大的福報，即便國王將她下嫁給乞丐，依然財寶充足、福報具足，為佛門中著名的公案，記載於《雜寶藏經》第2卷。這個典故也告訴後世，因果不昧，發心虔誠供養、佈施必獲福報無量，因小而果大。

## 內容概要

### 善光嫁乞人
當時，印度的波斯匿王篤信佛教、恭敬三寶，也經常親近釋迦牟尼佛，國王有一位公主，名為善光，相貌端正、聰明伶俐、父母愛戴，王宮的每個人都很喜歡她。有一天，波斯匿王問善光公主：「你是因為我的力量，所以獲得宮內所有人的愛戴，對吧？」，善光公主回答：「是我自己的因果業力而獲得的，不是因為父王的關係」，波斯匿王連續問了三次一樣的問題，善光公主都是一樣的回答，波斯匿王非常的生氣，便下令尋找王城中最貧窮的乞丐，找到人後便將善光公主下嫁給這位乞丐，並對公主道：「如果你是憑藉自己的因果業力享福，不依靠我，從今以後，便可證明」，善光公主依然未改變立場維持一樣的回覆，便與丈夫離開王宮。善光公主面對此景並未灰心，訊問丈夫的家世背景才知道，丈夫的父親曾經是舍衛國城中最有名望的人，後來父親病故家道中落，才落得今天的地步。她詢問丈夫是否知道老家的位置，丈夫回答：「雖然知道，但是老宅年久失修、毀壞，只剩下一片空地而已」，善光表示希望回老家看望，便與丈夫一同回到舊宅。殊勝的事發生了，善光公主沿著舊宅走走了一圈，所到之處地面自然下陷，錢財珍寶等自然浮現。有了珍寶後，他們便請人修建宮邸，不到一個月，莊嚴的宮邸修建完成，服侍他們的奴婢、僕役也多得不可計數。
有一天，波斯匿王很想念女兒善光，想了解善光的狀況，便詢問臣下公主的生活現況，臣下回答：「善光公主所居住的宮殿，享用的錢財，不遜色於我王」，波斯匿王聽到後感嘆地說：「佛陀所言真實不虛，自作善惡，自受其報！」後來波斯匿王受邀至善光公主所居住的宮殿，確實輝煌氣派不亞於自己的王宮，他再次感歎地表示，女兒善光公主自知有自己的福報，所言真實不虛，便又重複說了一次：「自作善惡，自受其報！」

### 因果顯報
後來波斯匿王向釋迦牟尼佛請示：「善光公主過去生曾經種下什麼因，使得她得生於王族之家且身常有光明呢？」釋迦牟尼佛向王開示：
非常久遠以前（過去九十一劫)，在毗婆尸佛駐世的時代，毗婆尸佛入涅槃後，當時的國王名為「盤頭」，造了一座七寶塔供養佛舍利，盤頭王的第一夫人供養了一頂珍貴的天冠，放在毗婆尸佛的佛像上，並將天冠中的寶珠鑲在佛龕上方的棖門中央，這時寶珠大放光明、普照十方，夫人見此殊勝景象便虔誠發願：「願我來世身有紫磨金光，尊榮豪貴，不墮三惡八難之處。」而當時的第一夫人，便是今日的善光公主。另外在迦葉佛駐世的時代，有一位婦女虔誠發心以美味佳餚來供養迦葉佛，但卻被他的丈夫阻止，這名婦女希望丈夫不要讓自己退失已發願的心，丈夫見到妻子願力的堅定便聽從她，最終婦女順利完成供養。當時的這對夫婦便是現在的善光公主和他的丈夫，而這位丈夫因為曾阻止其妻的善念，因此來生經常受貧窮之報，又因為他聽從妻子答應供養佛陀，所以今生因為妻子的關係獲得大富貴之果報，但假使沒有了善光公主，他又會回到過去貧窮的生活。因此，善惡業報、因果報應如影隨行，這是真實不虛的。

## 外部連結
- 善光公主的故事（页面存档备份，存于）